# کارو (نوشیدنی)
کارو نام تجاری یک نوشیدنی جایگزین قهوه بدون کافئین است که از ترکیب جو بو داده، مالت جو، کاسنی و چاودار تهیه می‌شود. این محصول توسط نستله ساخته شده و اولین بار در سال ۱۹۵۴ در آلمان غربی معرفی شد. این نوشیدنی در سراسر اروپا و همچنین بازارهای دیگر از جمله نیوزلند و استرالیا در دسترس است و با نام تجاری پرو به آمریکا وارد می‌شود و در اسپانیا با نام اکو به فروش می‌رسد.
کارو به صورت پودر فوری یا کارو اکسترا به صورت دانه بندی شده موجود است. نام "کارو" به کلمه آلمانی "Karo" اشاره دارد، که اصطلاحی برای خال خشت ورق است، همان‌طور که در طرح آرم‌های محصول مورد استفاده در آلمان و ایالات متحده دیده می‌شود، و تا اوایل سال ۲۰۰۰ در محصول اسپانیایی تا زمانی که نام تجاری مجدد باز طراحی شد.